# Enicospilus harmonius
Enicospilus harmonius là một loài tò vò trong họ Ichneumonidae.